# 岩堀惠祐
岩堀 惠祐（いわほり けいすけ、1954年2月25日 - 2023年6月8日）は、日本の工学者（環境工学・水質管理工学）。位階は従四位。
学位は工学博士（大阪大学・1988年）。独立行政法人環境再生保全機構環境研究総合推進費プログラムオフィサー、宮城大学名誉教授。新字体で岩堀 恵祐（いわほり けいすけ）と表記されることもある。
株式会社明電舎での勤務を経て、大阪大学工学部講師、静岡県立大学大学院生活健康科学研究科助教授、静岡県立大学環境科学研究所教授、静岡県立大学環境科学研究所附属地域環境啓発センターセンター長（初・第3代）、静岡県立大学学長補佐、静岡県立大学環境科学研究所所長、宮城大学食産業学部教授、公立大学法人宮城大学理事、宮城大学副学長、静岡ガス株式会社エネルギー戦略部顧問などを歴任した。

## 概要
環境工学、水質管理工学を専攻する工学者である。明電舎での勤務を経て、大阪大学、静岡県立大学、宮城大学で教鞭を執った。静岡県立大学では学長補佐を経て環境科学研究所の所長に就任した。宮城大学では副学長を務めるとともに、同大学を設置する公立大学法人の理事を務めた。

## 来歴

### 生い立ち
大阪大学工学部環境工学科にて環境工学を学び、卒業後は同大学の大学院工学研究科環境工学専攻に進み、博士前期課程を修了した。なお、1988年に大阪大学より工学博士を取得している。論文は「活性汚泥法における微生物濃度評価の動力学制御への応用に関する研究」。

### 工学者として
大学院修了後、明電舎に採用され、研究者として勤務する。退職後は、大阪大学工学部にて助手や講師を務めた。静岡県立大学に移った後は、大学院生活健康科学研究科にて助教授を務めた。その後、本務が環境科学研究所となり、助教授、昇任後は教授を務めた。その間、静岡県立大学学長補佐や、環境科学研究所に併設された附属地域環境啓発センターのセンター長に就任している。
2006年からは、静岡県立大学環境科学研究所の所長に就任。のちに宮城大学に転じて教授を務め、副学長なども兼務した。

## 略歴
- 1954年 - 誕生。
- 1972年 - 静岡県立静岡高等学校卒業[2]。
- 1976年 - 大阪大学工学部卒業。
- 1978年 - 大阪大学大学院工学研究科博士前期課程修了。
- 1978年 - 明電舎入社。
- 1985年 - 大阪大学工学部助手。
- 1994年 - 大阪大学工学部講師。
- 1996年 - 静岡県立大学大学院生活健康科学研究科助教授。
- 1997年 - 静岡県立大学環境科学研究所助教授。
- 2001年 - 静岡県立大学環境科学研究所教授。
- 2001年 - 静岡県立大学大学院生活健康科学研究科教授。
- 2005年 - 静岡県立大学環境科学研究所附属地域環境啓発センターセンター長。
- 2005年 - 静岡県立大学学長補佐。
- 2006年 - 静岡県立大学環境科学研究所所長。
- 2009年 - 静岡県立大学環境科学研究所附属地域環境啓発センターセンター長。
- 2012年 - 静岡県立大学大学院食品栄養環境科学研究院教授。
- 2013年 - 宮城大学食産業学部教授[3]。
- 2013年 - 宮城大学大学院食産業学研究科教授[3]。
- 2014年 - 宮城大学理事（研究担当）[3]。
- 2017年 - 宮城大学副学長（研究・産学連携担当）[3]。
- 2017年 - 宮城大学理事[3]。
- 2018年 - 宮城大学副学長（研究担当）[3]。
- 2019年 - 宮城大学退職[4]。
- 2019年 - 宮城大学名誉教授[3]。
- 2019年 - 宮城大学大学院食産業学研究科講師[3]。
- 2019年 - 静岡ガスエネルギー戦略部顧問[3]。
- 2019年 - 静岡県立大学客員教授[3]。
- 2021年 - 環境再生保全機構環境研究総合推進費プログラムオフィサー[3]。
- 2023年 - 6月8日死去。 69歳没。没後従四位追叙[5]及び瑞宝小綬章追贈[6]。

## 賞歴
- 2007年 - 浄化槽関係事業功労者表彰。
- 2008年 - 水・土壌環境保全功労者表彰。
- 2012年 - 環境大臣表彰。

## 著作
研究業績を纏めた論文を各学術雑誌に発表している。英文の論文は、日本生物工学会が発行するJournal of fermentation and bioengineeringやシュプリンガー・ジャパンが発行する廃棄物学会のJournal of material cycles and waste managementへの寄稿が多い。

### 共著
- 日本建築センター編『建築新技術レポート――性能評価・評定/審査証明』2000.6-2009.3年版、日本建築センター、2010年。
- 公害防止の技術と法規編集委員会編『新・公害防止の技術と法規水質編2012』産業環境管理協会、2012年。

### 寄稿
岩堀が寄稿した論文の一例である。各論文の詳細やその他の論文については『CiNii （NII論文情報ナビゲータ）』等で確認できる。
- Masanori Fujita, Keisuke Iwahori and Hironori Taki "A Novel Method of Enumerating Nocardia amarae in Foaming Activated Sludge" Journal of fermentation and bioengineering, Vol.77, No.6 Japan: Society for Biotechnology, 1994, pp.674-678. ISSN 0922-338X
- Masanori Fujita, Keisuke Iwahori, Sigeru Tatsuta et al. "Analysis of Pellet Formation of Aspergillus niger Based on Shear Stress" Journal of fermentation and bioengineering, Vol.78, No.5 Japan: Society for Biotechnology, 1994, pp.368-373. ISSN 0922-338X
- Keisuke Iwahori, Wang Min, Hironori Taki, and Masanori Fujita "Comparative Studies on Utilization of Fatty Acids and Hydrocarbons in Nocardia amarae and Rhodococcus spp." Journal of fermentation and bioengineering, Vol.79, No.2 Japan: Society for Biotechnology, 1995, pp.186-189. ISSN 0922-338X
- Keisuke Iwahori, Sigeru Tatsuta, Masanori Fujita et al. "Substrate Permeability in Pellets Formed by Aspergillus niger" Journal of fermentation and bioengineering, Vol.79, No.4 Japan: Society for Biotechnology, 1995, pp.387-390. ISSN 0922-338X
- Keisuke Iwahori, Hironori Taki, Naoyuki Miyata et al. "Analysis of Nocardia amarae Profiles in Actual Foaming Activated Sludge Plant with Viable Cell Count Measurement" Journal of fermentation and bioengineering, Vol.84, No.1 Japan: Society for Biotechnology, 1997, pp.98-102 ISSN 0922-338X
- Naoyuki Miyata, Keisuke Iwahori and Masanori Fujita "Manganese-Independent and -Dependent Decolorization of Melanoidin by Extracellular Hydrogen Peroxide and Peroxidases from Coriolus hirsutus Pellets" Journal of fermentation and bioengineering, Vol.85, No.5 Japan: Society for Biotechnology, 1998, pp.550-553 ISSN 0922-338X